# Magnus Børresen
Magnus Børresen, né le 18 septembre 1988 à Oslo, est un coureur cycliste norvégien.

## Biographie
Magnus Børresen naît le 18 septembre 1988 à Oslo.

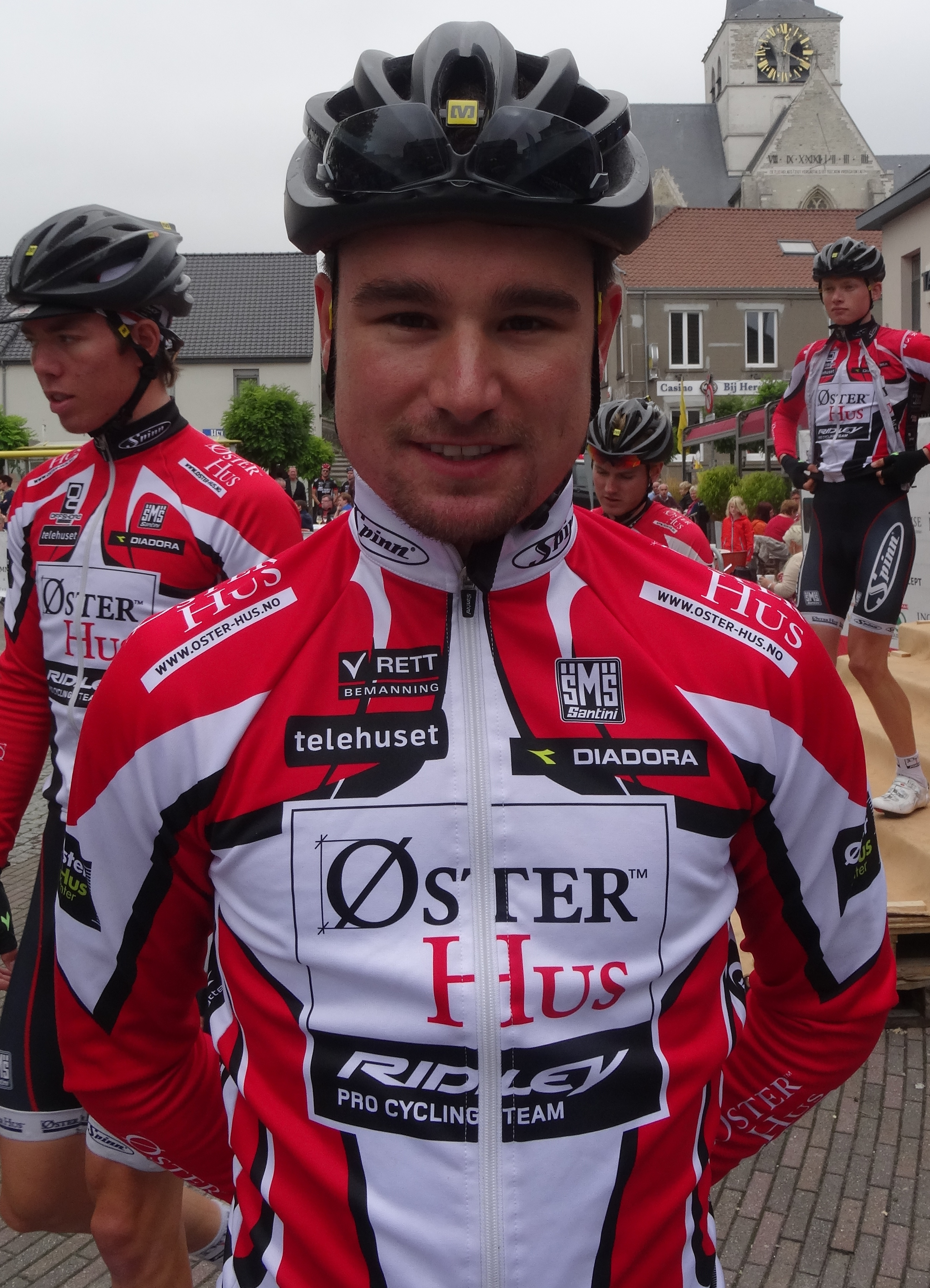
Magnus Børresen lors du départ de la Druivenkoers Overijse 2014 à Huldenberg.

Après avoir été de 2012 à 2013 dans l'équipe OneCo-Mesterhus, il entre dans l'équipe Øster Hus-Ridley en 2014, cette dernière devient Coop-Øster Hus en 2015.

## Palmarès et classements mondiaux

### Palmarès sur route
- 2010[1]
  -  Champion de Norvège sur route espoirs
- 2011
  - 2e du Rogaland GP
- 2012
  - 3e du Tour de Malte
- 2013
  - 3e étape du Roserittet DNV GP

### Classements mondiaux
| Année           | 2011 | 2012 | 2013 |
| --------------- | ---- | ---- | ---- |
| UCI Europe Tour | 500e |      | 477e |